# Луканов, Карло
Карло Тодоров Луканов (болг. Карло Тодоров Луканов; 1 ноября 1897, Плевен — 15 июля 1982, София) — болгарский государственный и политический деятель, дипломат. Член Болгарской коммунистической партии (БКП), министр иностранных дел Болгарии с 11 августа 1956 года по 27 ноября 1962 года. Герой Болгарии. Член династии болгарских политиков — сын Тодора Луканова, отец Андрея Луканова, премьер-министра Болгарии в 1990-м году.

## Биография
Карло Луканов родился 1 ноября 1897 года в Плевене в семье активного социал-демократа Тодора Луканова. В 1917 году он вступил в Болгарскую рабочую социал-демократическую партию, которая позже была переименована в БКП. Тогда же окончил Школу офицеров запаса и участвовал в Первой мировой войне в составе 26-го артиллерийского полка.
В 1921 году он окончил юридический факультет Софийского университета, после чего работал адвокатом в Плевене. После нападения на Собор Святой Недели в 1925 году он был приговорён к заключению на четыре с половиной года затвор, но в 1926 году был амнистирован. Через некоторое время Луканов отправился в Советский союз, где работал на строительном предприятии. С 1927 по 1944 год состоял в ВКП(б). В 1936 году он отправился в Испанию, где находился до 1939 года и занимал руководящие посты в составе Интернациональных бригад, поддерживающих республиканское правительство во время Гражданской войны. После войны он переехал в Москву и работал в Коминтерне, а с 1941 года — на болгароязычной радиостанции «Христо Ботев».
После переворота 9 сентября 1944 года Карло Луканов вернулся в Болгарию и стал директором Болгарского радио. Позже он работал заместителем председателя Государственного комитета планирования (1947—1949), председателем Комитета науки, искусства и культуры (1949), председателем Государственной плановой комиссии (1949—1952) и заместителем председателя Совета министров (1952—1954).
В 1954 году Луканов был избран членом Центрального комитета БКП, в котором оставался до конца жизни. С 1954 до 1956 год был послом Болгарии в СССР, Монголии и Финляндии. Впоследствии вернулся в Болгарию и стал министром иностранных дел в правительстве Антона Югова (1956—1962), а в 1956—1957 годах был заместителем председателя Совета министров. После освобождения от работы в правительстве стал послом Болгарии в Швейцарии (1963—1966).
Карло Луканов умер 15 июля 1982 года в Софии.